# Cosas que hacen que la vida valga la pena
Cosas que hacen que la vida valga la pena is een Spaanse film uit 2004, geregisseerd door Manuel Gómez Pereira.

## Verhaal
De veertigjarige Hortensia is gescheiden, woont samen met haar twee kinderen werkt bij INEM. Op een dag ontmoet ze op haar werk Jorge, die ook gescheiden is. Al snel worden ze verliefd, en dit brengt de nodige problemen met zich mee.

## Rolverdeling
| Acteur           | Personage |
| ---------------- | --------- |
| Ana Belén        | Hortensia |
| Eduard Fernández | Jorge     |
| María Pujalte    | Ángeles   |
| José Sacristán   | Juan      |
| Rosario Pardo    | América   |

## Ontvangst

### Prijzen en nominaties
Een selectie:
| Jaar | Evenement                      | Categorie     | Genomineerde     | Resultaat   |
| ---- | ------------------------------ | ------------- | ---------------- | ----------- |
| 2005 | Premios Goya (19de uitreiking) | Beste acteur  | Eduard Fernández | Genomineerd |
| 2005 | Premios Goya (19de uitreiking) | Beste actrice | Ana Belén        | Genomineerd |